# Ollie's Follies
Ollie's Follies is een computerspel dat werd ontwikkeld door Fanda en werd uitgebracht door Access Software. Het spel kwam in 1984 uit voor de Atari 8 bit en de Commodore 64. De speler speelt Ollie die in een fabriek terechtgekomen is. De fabriek wordt bestuurd door kwaadaardige robots. Het spel bestaat uit 24 schermen die in vaste volgorde afgelegd moeten worden.